# 三宅裕司の!どこが違うの?
『ムーブ・三宅裕司の!どこが違うの?』（ムーブ・みやけゆうじの どこがちがうの）は、1993年4月13日から同年9月14日までTBS系列局で放送された『ムーブ』枠火曜日 (19:00 - 19:54) のバラエティ番組である。

## 概要
『三宅裕司のぎゃっぷウォーズ』をリニューアルしたもので、「おはぎ」と「ぼた餅」など、違いが分かりにくいものについて説明するという内容であった。司会は三宅裕司、アシスタントは当時『おかあさんといっしょ』（NHK）の歌のお姉さんを卒業したばかりだった神崎ゆう子が担当していた。

## 放送局
特筆の無い限り全て同時ネット
- TBS（制作局）
- 新潟放送[1]
- チューリップテレビ[1]
- 北陸放送[1]